# المعهد الدولي للتنمية المستدامة
المعهد الدولي للتنمية المستدامة (بالإنجليزية: International Institute for Sustainable Development )‏ اختصارًا (IISD)، هو مركز أبحاث مستقل تأسس في عام 1990. لديه فروع في وينيبيغ وأوتاوا، ومدينة نيويورك، وجنيف. كما لديه أكثر من 100 موظف وشركاء يعملون في أكثر من 30 دولة.

## المجالات الأساسية
تركز الخطة الاستراتيجية للمعهد الدولي للتنمية المستدامة 2014-19 على ستة مجالات:
- القانون والسياسة الاقتصادية
- الطاقة
- المرونة
- الماء
- المعرفة المتكاملة
- خدمات التقارير